# Chrysophlegma
A Chrysophlegma a madarak (Aves) osztályának harkályalakúak (Piciformes) rendjébe, ezen belül a harkályfélék (Picidae) családjába tartozó nem.

## Tudnivalók
A Chrysophlegma-fajok Ázsiában őshonosak. A korábbi rendszertani besorolások szerint, az idetartozó madarak a Picus nevű harkálynembe voltak besorolva.

## Rendszerezés
A nembe az alábbi 3 faj tartozik:
- Chrysophlegma flavinucha (Gould, 1834)[2] - típusfaj
- Chrysophlegma mentale (Temminck, 1826)[3]
- Chrysophlegma miniaceum (Pennant, 1769)[4]

### Fordítás
- Ez a szócikk részben vagy egészben  a   Chrysophlegma című angol Wikipédia-szócikk ezen változatának fordításán alapul.  Az eredeti cikk szerkesztőit annak laptörténete sorolja fel. Ez a jelzés csupán a megfogalmazás eredetét és a szerzői jogokat jelzi, nem szolgál a cikkben szereplő információk forrásmegjelöléseként.